# Овчинников, Владимир Фёдорович
Влади́мир Фёдорович Овчи́нников (4 октября 1928, Москва — 10 ноября 2020) — советский и российский педагог. Основатель и многолетний директор (1956—1971 и 2001—2020) московской Второй школы (ныне Лицей «Вторая школа»), специализировавшейся на физико-математических дисциплинах и общекультурном развитии учеников. Заслуженный учитель Российской Федерации (2003). Народный учитель Российской Федерации (2008).

## Биография
Окончив исторический факультет МГПИ имени Ленина в 1951 году, получил направление в Калугу, где один год преподавал историю в средней школе № 3. Затем работал в Калужском обкоме ВЛКСМ, а позднее — в аппарате ЦК ВЛКСМ.
В 1954-56 годах — директор школы рабочей молодёжи № 48, а в 1956—1971 годах — директор школы № 2, где в начале 1960-х годов в рамках производственного обучения появились классы монтажников и программистов, затем с помощью академика И. М. Гельфанда и профессора Е. Б. Дынкина появились два физико-математических класса, а потом школа стала полностью физико-математической. Весной 1971 года школа № 2 привлекла повышенное внимание партийных органов и подверглась «проверке на соответствие» идеологическим установкам КПСС, по итогам которой В. Ф. Овчинников и его заместители (Г. Н. Фейн, З. А. Блюмина, Н. В. Тугова) были уволены.
Помимо работы в общеобразовательных школах с 1964 года был директором Заочной математической школы (ЗМШ).
В дальнейшем преподавал историю в школах № 45, 57, 31. В 2001 году вновь возглавил Вторую школу (с 1992 года носит название Государственный лицей «Вторая школа»). В марте 2020 года покинул должность директора, оставшись в лицее в должности советника.

## Память
29 апреля 2022 года принято решение о присвоении Лицею «Вторая школа» имени В. Ф. Овчинникова, полное название:
Государственное бюджетное общеобразовательное учреждение города Москвы «Лицей «Вторая школа» имени В. Ф. Овчинникова».

## Семья
- Жена (с 1954[7]) — Ирина Григорьевна Овчинникова (1930 — 29 апреля 2009) педагог и журналист, обозреватель «Известий»[8].
  - Дочь — Олеся. Внучка Анна. Правнук Антон.